# Harpella (fjäril)
Harpella är ett släkte av fjärilar som beskrevs av Franz von Paula Schrank 1802. Harpella ingår i familjen praktmalar, Oecophoridae.

## Dottertaxa tillHarpella, i alfabetisk ordning[2][1]
| Harpella ambiquellus |              |               |  |  |
| Harpella forficella  | XXXXX span/> | Jättepraktmal |  |  |
| Harpella semnodoxa   |              |               |  |  |